# Politiques de la nature
 (mars 2021).
Si vous disposez d'ouvrages ou d'articles de référence ou si vous connaissez des sites web de qualité traitant du thème abordé ici, merci de compléter l'article en donnant les références utiles à sa vérifiabilité et en les liant à la section « Notes et références ».
Politiques de la nature. Comment faire entrer les sciences en démocratie?
Cet ouvrage du sociologue français Bruno Latour est paru aux éditions La Découverte en 1999. Il paraît en traduction anglaise en 2004 (Harvard University Press, trad. de Catherine Porter).
Dans cet ouvrage qui poursuit la réflexion entamée dans Nous n'avons jamais été modernes (1991), Latour propose une nouvelle manière de faire de l'écologie politique qui abandonnerait l'idée de nature qui, selon lui, ne fait que couper les débats et fait ombrage aux véritables enjeux dont les acteurs engagés politiquement doivent discuter. 
Plusieurs enjeux soulevés par Latour seront repris dans Agir dans un monde incertain de Michel Callon, Pierre Lascoumes et Yannick Barthe.
L'ouvrage s'ouvre avec une belle antanaclase : « Que faire de l'écologie politique ? Rien. Que faire ? De l'écologie politique ! »

## Résumé

### Chapitre 1: Pourquoi l'écologie politique ne saurait conserver la nature?
Latour commence par battre en brèche l'écologisme moderne, qui ne porte finalement pas sur la nature ! L'écologie politique (qu'il entend définir dans cet ouvrage) ne saurait donc « conserver la nature. »
En effet, celle-ci sépare l'objectif du subjectif, les faits des valeurs. Le bicaméralisme moderne, qui oppose nature à la société, le chercheur au politique, doit être remplacé.

### Chapitre 2: Comment réunir le collectif?
Comment réunir ce que l'ancienne constitution opposait (nature vs société) ? La politique, recherchant la composition du « bon monde commun », doit convoquer un collectif que Latour définit en termes d'humains et de non humains.
Bien entendu, il faudra procéder à un « partage des capacités », concernant leur aptitude à la parole en particulier.

### Chapitre 3: Une nouvelle séparation des pouvoirs
Le collectif ainsi formé doit avoir sa propre séparation des pouvoirs, mais pas en termes de faits et de valeurs. Latour définit quatre exigences, regroupées deux par deux en deux pouvoirs : 
- Le pouvoir de prise en compte : exigence de perplexité et exigence de consultation ;
- Le pouvoir d'ordonnancement : exigence de hiérarchie et exigence d'institution.

Ces nouveaux pouvoirs vont définir la dynamique nouvelle du collectif.

#### Perplexité
Par cette première exigence, on se préoccupe de ne pas limiter le nombre de propositions candidates à l'existence dans le collectif. Latour ne vise pas la commodité, mais bien l'exhaustivité.

#### Consultation
De même qu'on ne limite pas le nombre de candidats à l'existence, il faut aussi s'assurer que toutes les voix puissent s'exprimer, et qu'aucune ne soit contrainte au silence ou non écoutée dans les phases suivantes du débat du collectif.

#### Hiérarchie
L'exigence de hiérarchie commande de vérifier que chaque candidat à l'existence dans le collectif soit compatible avec les entités déjà existantes au sein du collectif. Si et seulement si elle est compatible, alors lui est attribuée une place légitime dans le collectif. Dans le cas contraire, cette entité doit être rejetée.

#### Institution
Une fois que l'entité a acquis sa place légitime, le pouvoir d'institution vient clore la discussion. On vise ainsi à assurer la cohérence et la pérennité du collectif dans le temps.

### Chapitre 4: Les compétences du collectif
Latour attire l'attention sur le fait qu'il ne faut pas confondre l'économie politique avec l'écologie politique.
L'économie politique n'est qu'une des compétences du collectif, de même que la morale, la politique, et bien sûr, la science. On définit ainsi une « maison commune [...] qui rende les sciences compatibles avec la démocratie. ».

### Chapitre 5: L'exploration des mondes communs
Ici, Latour critique les modernes qui ne pensaient qu'en termes de progrès.
Aux deux pouvoirs définis au chapitre 3, il faut ajouter un troisième pouvoir : le pouvoir de suivi. Ce nouveau pouvoir « repose la question de l'Etat. » Enfin, l'auteur insiste sur le fait que l'écologisme ne peut se passer de la diplomatie.

## Édition
- Politiques de la nature. Comment faire entrer les sciences en démocratie, Paris, La Découverte, « Armillaire », 1999.  (ISBN 2-7071-3078-8) ; rééd. 2004.